# Luís Fróis
Luís Fróis (1532 – 8 de julio de 1597) fue un misionero portugués.

## Vida
Nació en Lisboa y en 1548 se unió a la Compañía de Jesús. En 1563 viajó a Japón para predicar el Evangelio, y al año siguiente llegó a Kioto, donde se reunió con Ashikaga Yoshiteru, quien entonces era shōgun. En 1569 se hizo amigo de Oda Nobunaga y permaneció en su residencia personal en Gifu mientras escribía libros por un tiempo.
En enero de 1577, fue nombrado superior de Funai (Ōita), corte del daimio de Bungo, Ōtomo Sōrin, eximio bienhechor de los jesuitas, y acompañó como intérprete (1580-1582) al recién llegado visitador Alessandro Valignano. Socio (1581-1590) del viceprovincial Gaspar Coelho, escribió (1583-1586) la primera parte de su Historia de Japam, fue intérprete de Coelho en la audiencia (mayo de 1586) de Toyotomi Hideyoshi, y redactó (1587-1589) la segunda parte. En 1592, fue con Valignano a Macao, donde aprovechó su estancia para cerrar los últimos capítulos de su obra con noticias de febrero-marzo 1594. Murió a su vuelta a Nagasaki en 1595.
Fue un gran misionero, con notables cualidades naturales para comunicar por escrito, a veces con suave ironía, datos y detalles observados por sí mismo y para recopilar experiencias ajenas. Por iniciativa del Prepósito General, Valignano buscó una pluma ágil para redactar la historia de Japón y optó con acierto por Fróis, a pesar de que luego no enviara el original a Europa por tacharlo de demasiado difuso, un aspecto que precisamente agradecen los historiadores de hoy. A su habilidad como escritor se sumaron el conocimiento personal de quienes hicieron la historia narrada por él y su inmersión en el ambiente sociopolítico, cultural y religioso del país que describe. Su bibliografía supera los 140 títulos, bastantes de ellos editados durante su vida en varias lenguas - lectura imprescindible para quienes quieran escribir con acierto sobre el Japón, cristiano o laico, de los años 1549-1594.

## Obras
- Relación del martirio de los 26 cristianos crucificados en Nangasaqui el 5 febrero de 1597, ed. Romualdo Galdós (Roma, 1935. Nagasaki, 1997 [en japonés]).
- La première ambassade du Japon en Europe (1582-1592), ed. João do Amaral Abranches Pinto (Tokyo, 1942).
- Contradiçoes e diferencas de costumes... (1585), ed. Joseph F. Schütte en Kulturgegensätze Europa-Japan (1585) (Tokyo, 1955. París, 1998, trad. Xavier de de Castro).
- Historia de Japam, ed. Josef Wicki, 5 v. (Lisboa, 1976-1984). DocJap 2:718.

## En la cultura popular
- Luís Fróis sirvió de inspiración para el personaje de origen español del mismo nombre en el videojuego Onimusha: Dawn of Dreams para la consola PlayStation 2.